# World / Horizontal
A World és a Horizontal a Bee Gees két nagy sikerű dala egy lemezen.

## Közreműködők
- Barry Gibb – ének, gitár
- Robin Gibb – ének, orgona
- Maurice Gibb – ének,  gitár, zongora
- Vince Melouney – gitár
- Colin Petersen – dob
- stúdiózenekar Bill Shepherd vezényletével
- hangmérnök – Mike Claydon; Damon Lyon Shaw, John Pantry

## A lemez dalai
- World  (Barry, Robin és Maurice Gibb) (1967), mono 3:20, ének: Barry Gibb, Robin Gibb
- Horizontal (Barry, Robin és Maurice Gibb) (1967), mono 3:30, ének: Robin Gibb, Barry Gibb